# منتدى الشباب الديمقراطي اللبناني
منتدى الشباب الديمقراطي اللبناني هو حركة طلابية مدنية ترعى شؤون الطلاب والشباب ودورهم في المجتمع. ويجمع المنتدى بنهجه بين العمل السياسي الشبابي وتطوير الوعي السياسي عند الشباب. ويعتبر المنتدى هو القطاع الطلابي في الحزب الديمقراطي اللبناني الّذي يرأسه الزعيم الوطني النائب طلال أرسلان، بدأ عمله مع انطلاقة الحزب الديمقراطي في عام 2001، ونال رخصة من وزارة الشباب والرياضة بقرار رقم 51/1 في 2 مارس 2009 تحت اسم «منتدى الشباب الديمقراطي اللبناني».

## قيادة المنتدى
- محمد المهتار: رئيساً
- أيمن ملاعب: نائباً للرئيس
- ريبال الشمعة: أميناً للسر
- خالد أبي المنى: أميناً للمالية
- طارق حديفة: أميناً للإعلام
- جاد جنبلاط: مسؤولاً لجامعة LAU
- فرح عبد السلام: مسؤولة لجامعة LIU
- عمر مصلح: مسؤولاً للمعاهد
- علاء الصايغ: عضواً في الهيئة المركزية
- ريم حاطوم: عضواً في الهيئة المركزية
- مسعود الصايغ: عضواً في الهيئة المركزية
- سلام سلمان: مسؤولاً لمنطقة عاليه
- أيوب الغريب: مسؤولاً لمنطقة الغرب
- حسان كوكاش: مسؤولاً لمنطقة الجرد
- وائل البنا: مسؤولاً لمنطقة المتن
- فرح الجردي: مسؤولة لمنطقة الشويفات
- إياد أبو ضرغم: مسؤولاً لمنطقة الشوف
- مروان أبو دهن: مسؤولاً لمنطقة حاصبيا
- عادل أبو شهلا: مسؤولاً لمنطقة راشيا والبقاع الغربي

## من مبادئ وأهداف المنتدى
- الشباب مسؤولية ومستقبل، والمجتمع الحي مجتمع ناجح وشاب، تتواصل فيه الأجيال ولا تتصارع.
- استفادة لبنان من إيجابيات العولمة وتوظيفها في خدمة التنمية، وتطوير القدرات البشرية والمؤسساتية لمواكبتها، وحمايته من سلبياتها
- العمل على توعية الفرد والمجتمع من خلال العمل الشبابي والطلابي التطوعي

## أماكن تواجد المنتدى
يتواجد المنتدى في كافة فروع الجامعة اللبنانية وكافة الجامعات الخاصة والثانويات والمعاهد الرسمية والخاصة.
كذلك فهناك هيئات للمنتدى في مناطق: عاليه، الشويفات، المتن، الشوف، حاصبيا، راشيا الوادي في البقاع، الجرد.

## المقر الرئيسي
خلدة - قضاء عاليه - محافظة جبل لبنان